# Preixana

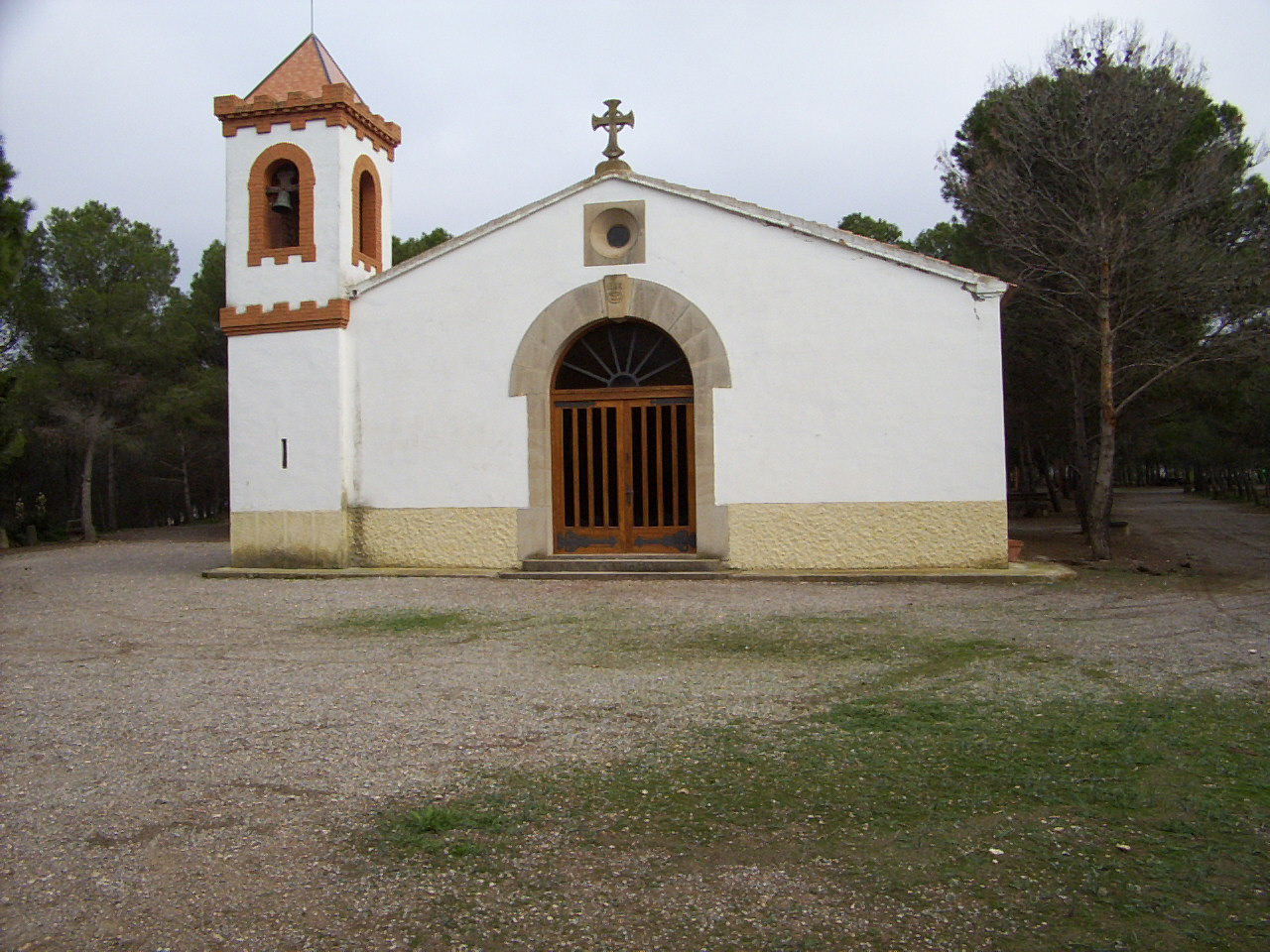
Ermita de Montalbà

Preixana es un municipio español de la provincia de Lérida, situado en la comarca del Urgel. Según datos de 2008 su población era de 413 habitantes. A mediados del siglo XIX se denominaba Preijana.

## Historia
El castillo de la villa aparece citado en 1080. En 1227 el castillo fue vendido al monasterio de Vallbona de les Monges. En 1380, Pedro el Ceremonioso vendió el resto de las tierras al cenobio femenino que mantuvo la posesión hasta el fin de los señoríos. 

## Símbolos
El escudo oficial de Preixana se define por el siguiente blasón:
«Escudo losanjado: de oro, un pez de sable nadando sobre un río en forma de faja ondada de azur. Por timbre una corona mural de pueblo.»
Fue aprobado el 28 de septiembre de 1984 y publicado en el DOGC el 14 de noviembre del mismo año. El pez es el señal parlante tradicional alusivo al nombre del pueblo (pez en catalán es peix).

## Geografía humana

### Demografía
Cuenta con una población de 406 habitantes (INE 2024).
| Gráfica de evolución demográfica de Preixana entre 1842 y 2021 |
| |
| Población de derecho según los censos de población del INE Población de hecho según los censos de población del INEEn estos censos se denominaba Preijana: 1842 y 1857 |

## Cultura
En 1970 se encontró en los alrededores de Preixana una estela en la que aparece representada la figura de un guerrero. El soldado lleva una correa de la que cuelga una espada. La estela, de casi un metro de alto, está datada entre 2000 a. C. y el 1500 a. C. y se cree que corresponde a un monumento funerario.
La iglesia parroquial está dedicada a Santa María. Es de estilo gótico tardío y la fachada presenta detalles propios del renacimiento. En su interior se conserva parte de un retablo elaborado en piedra y en el que aparece representada una escena de la vida de la Virgen. Del resto del retablo, una parte  se conserva en Solsona y otra en Bellpuig. 
Del castillo tan solo se conserva un parte de un muro con una pequeña puerta, así como una sala interior que cumplía las funciones de prisión. 
Preixana celebra su fiesta mayor en el mes de agosto.

## Economía
La principal actividad económica es la agricultura, conviviendo los cultivos de regadío con los de secano. Destacan los cereales, los olivos y los frutales.
En cuanto a la ganadería, las principales granjas son las de ganado porcino.